# Рауверд
Рауверд (нід. Rauwerd, фриз. Raerd) — село в нідерландській провінції Фрисландія. Входить до муніципалітету Південно-Західна Фрисландія.
Його площа становить 7,67км², а населення станом на 2021 рік складало 660 осіб.
Перша згадка про населений пункт датується 13-им сторіччям.

## Галерея

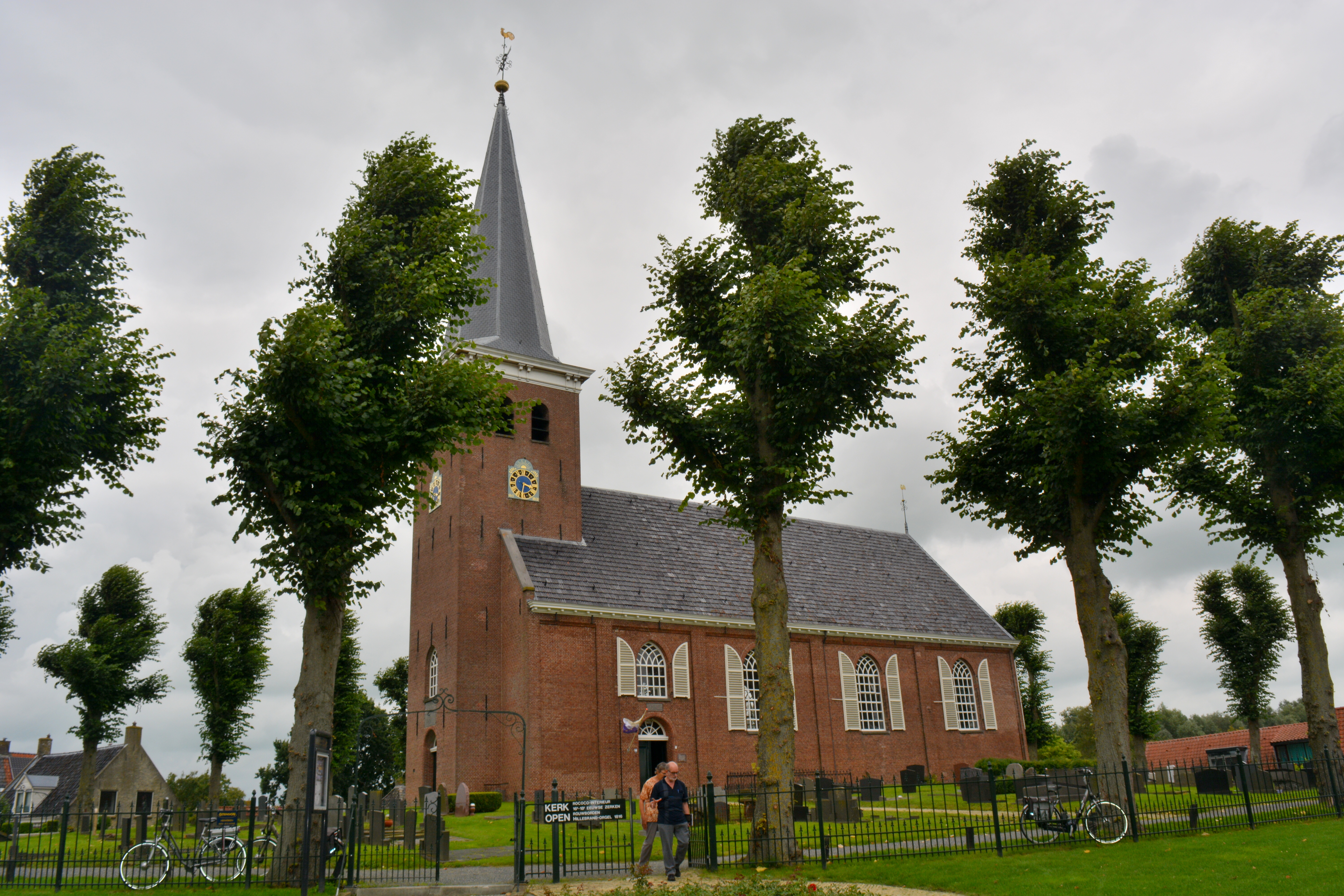
Сільська церква
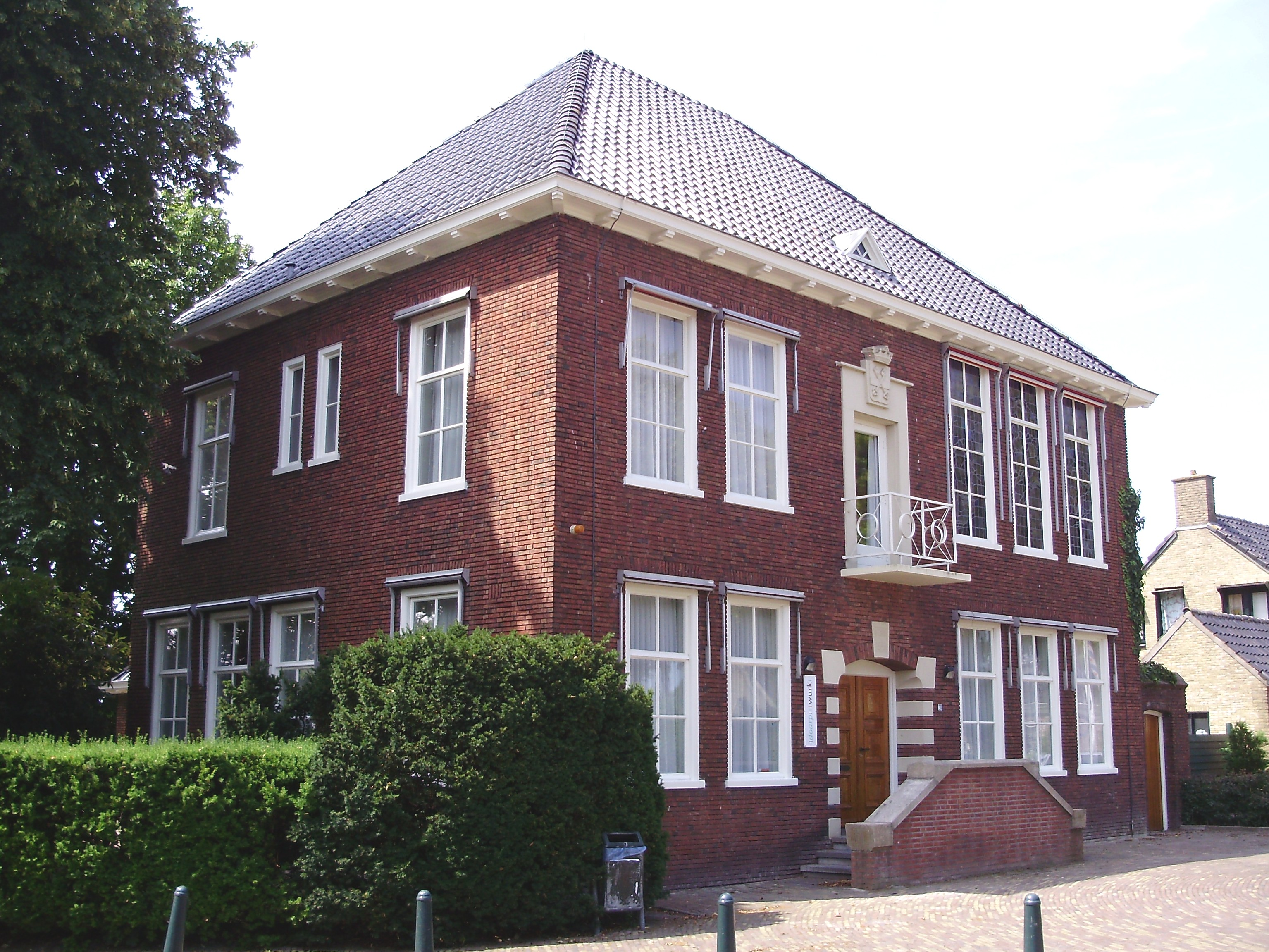
Будівля колишньої мерії
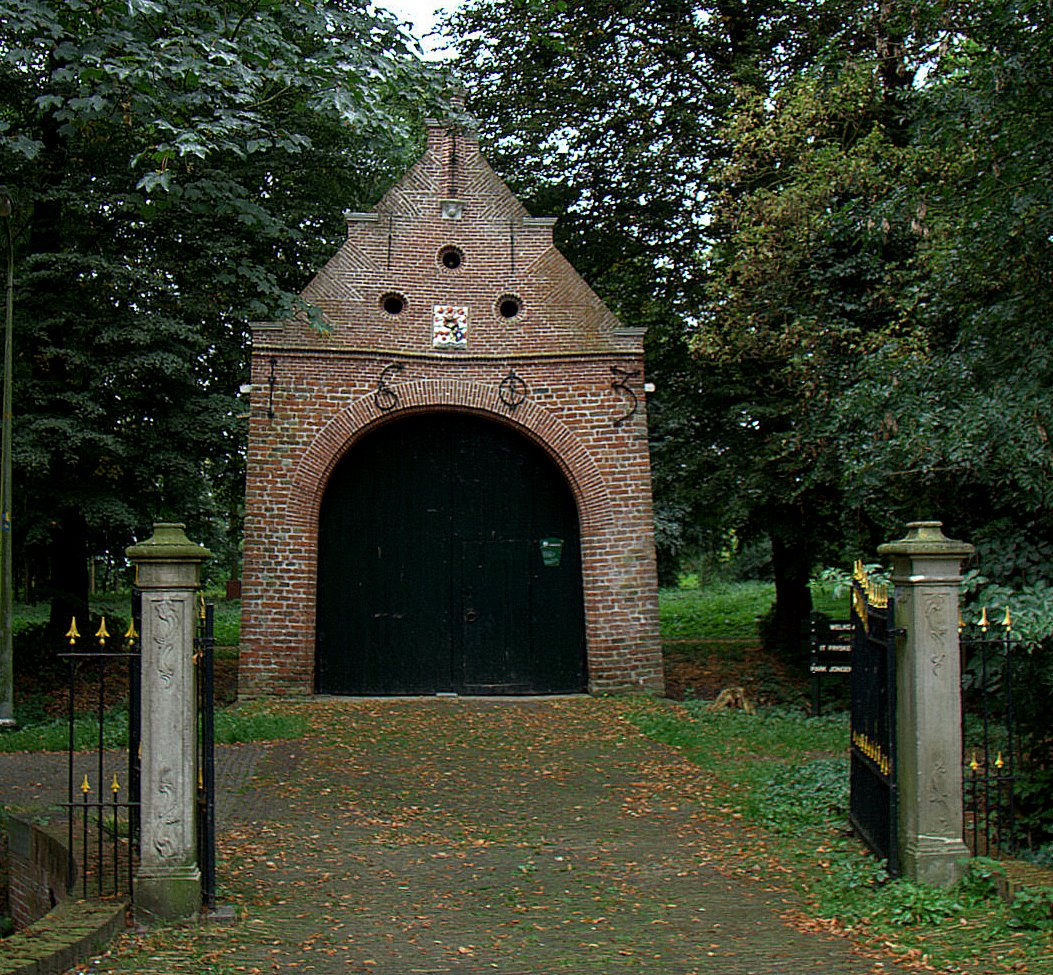
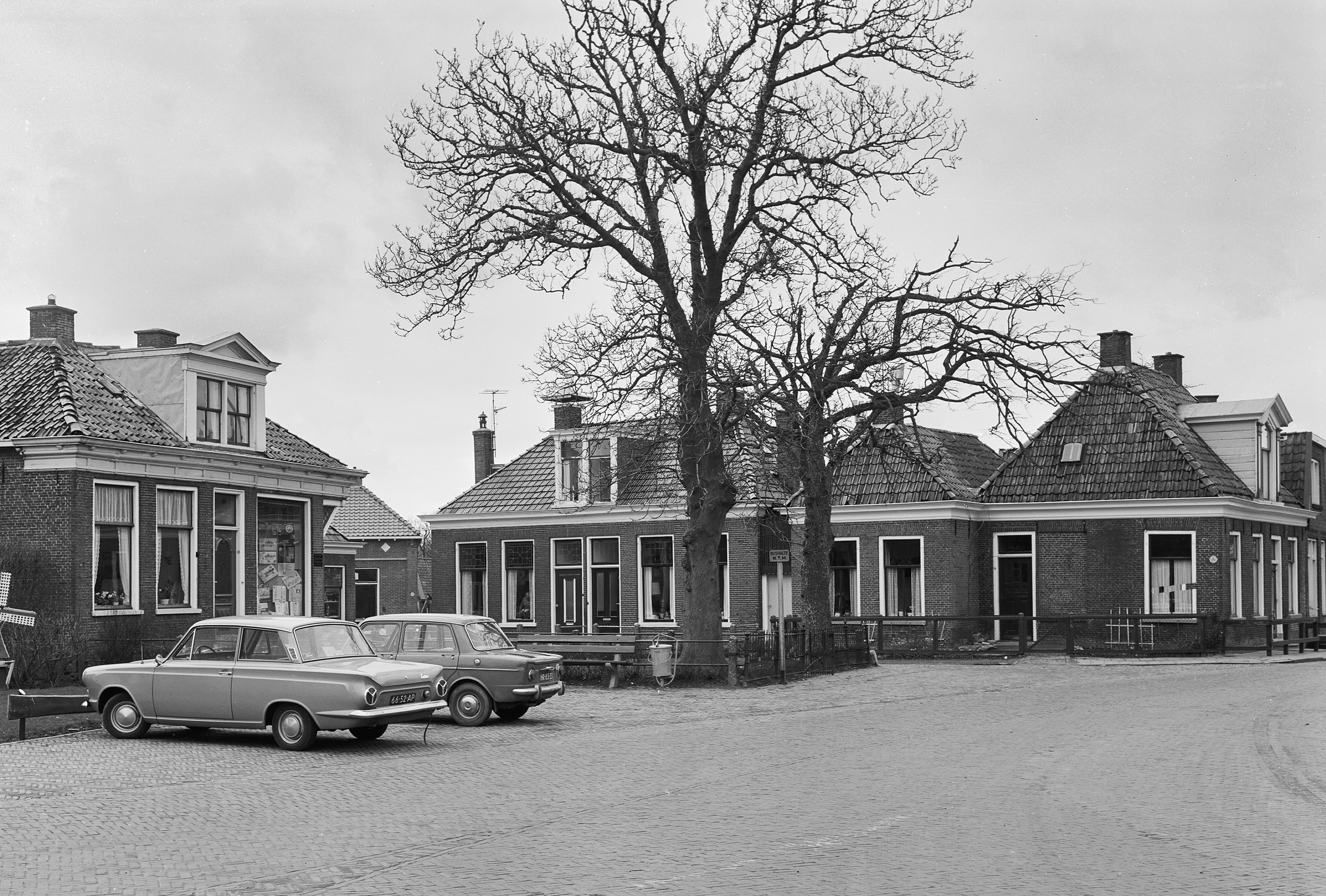
Будинки у селі (1968)